# 白哈礁
24°33′05.2″N 118°21′16.6″E / 24.551444°N 118.354611°E
白哈礁，又称白蛤礁，為中國福建外海島嶼，現由中華人民共和國控制，行政區劃上屬於福建省廈門市翔安區大嶝街道。該礁位于大嶝岛、金门島正中间，距离金门仅1800米，是中華人民共和國控制地區內离金门最近的地方。
該礁原屬金門縣大嶝鄉。1949年，大嶝鄉被解放軍佔領。1970年12月，與大嶝鄉另外三島一起被劃入同安縣，2003年9月，同安区析出东部的马巷镇、新店镇、新圩镇（旧马巷厅附近）等组成翔安区，白哈礁屬之。